# Very Large Telescope

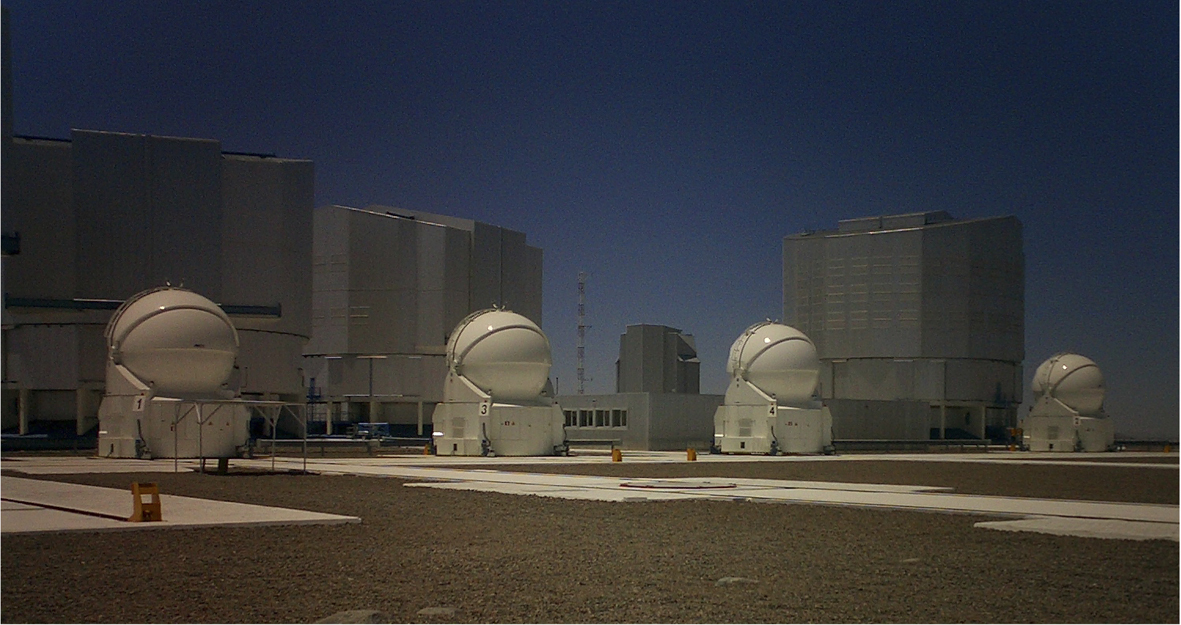
'Primera luz' de AT4, el 5 de diciembre de 2006.

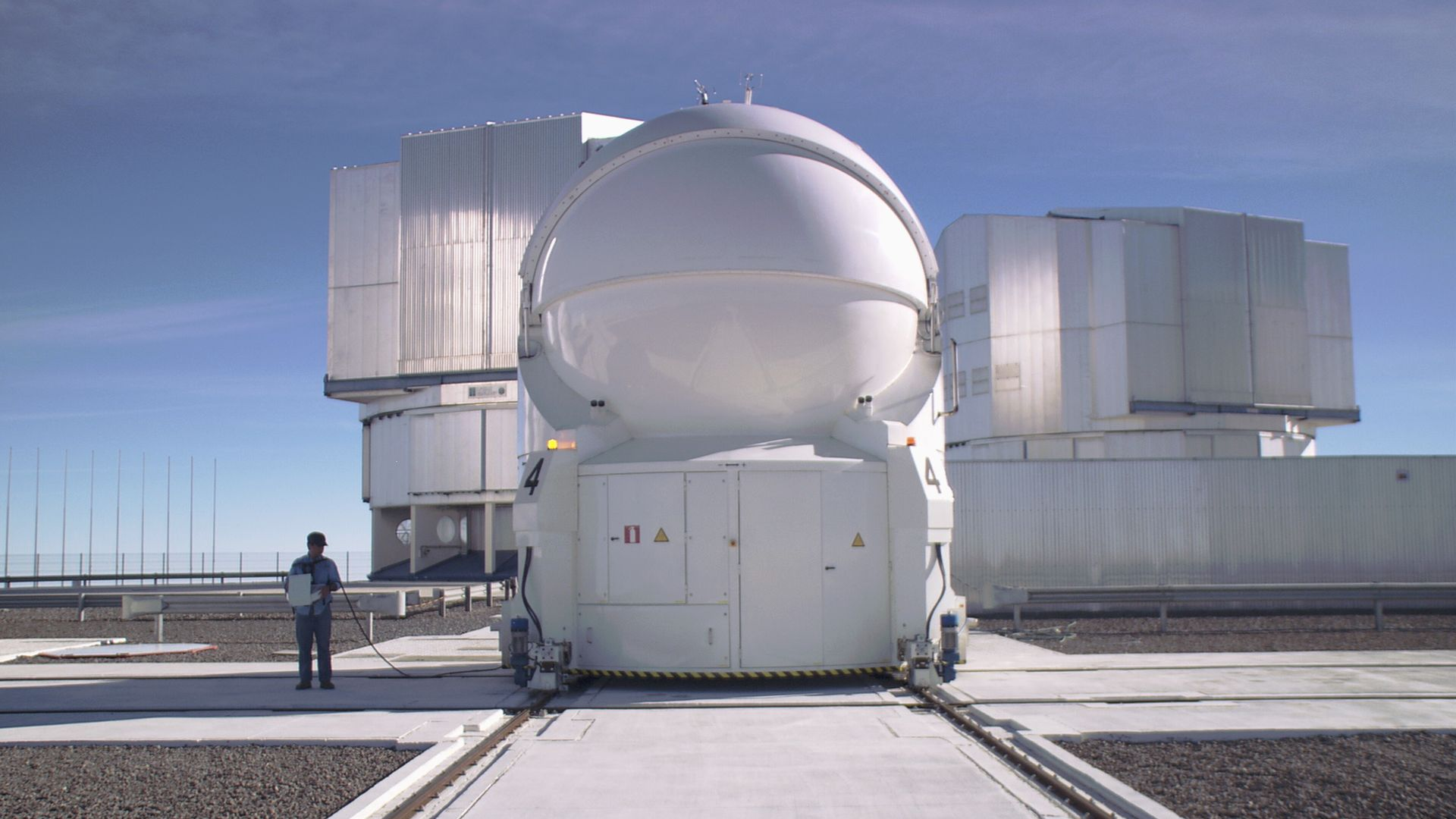
Transportando uno de los telescopios auxiliares móviles del VLT

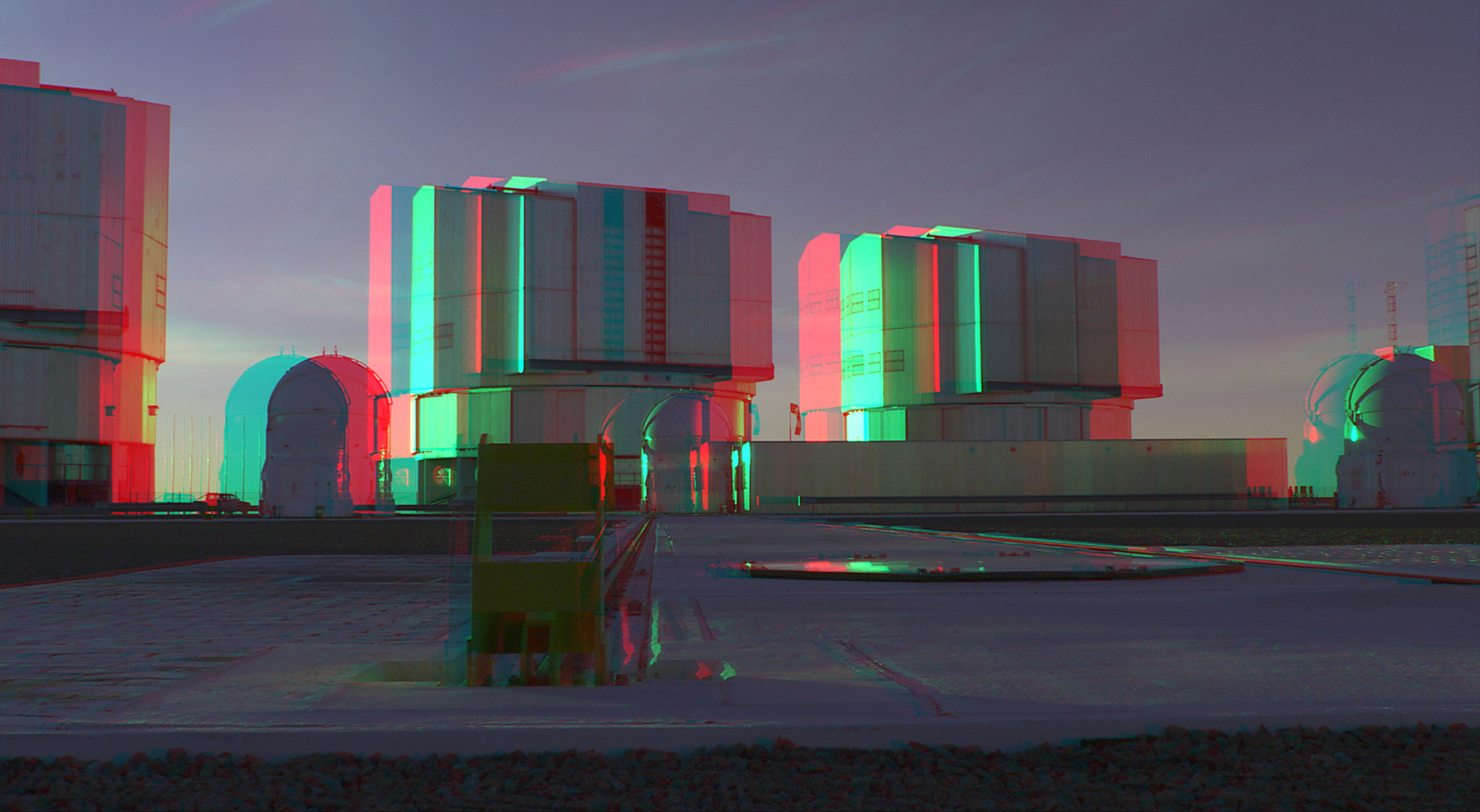
Las cúpulas gigantes del VLT abiertos cuando el Sol, se establece en el horizonte (necesita de lentes 3d - Rojo - Cyan).

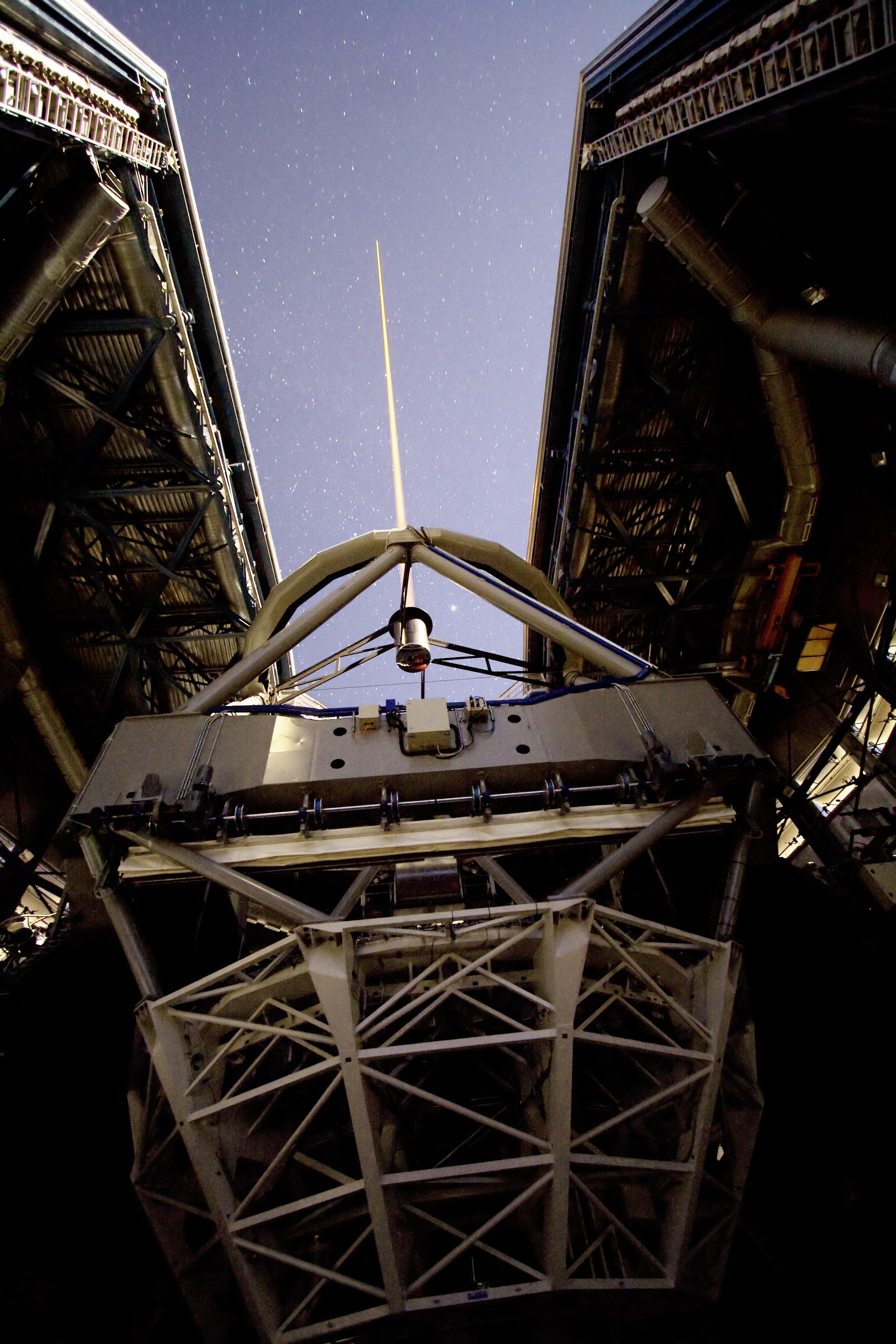
Un rayo láser sale disparado de Yepun

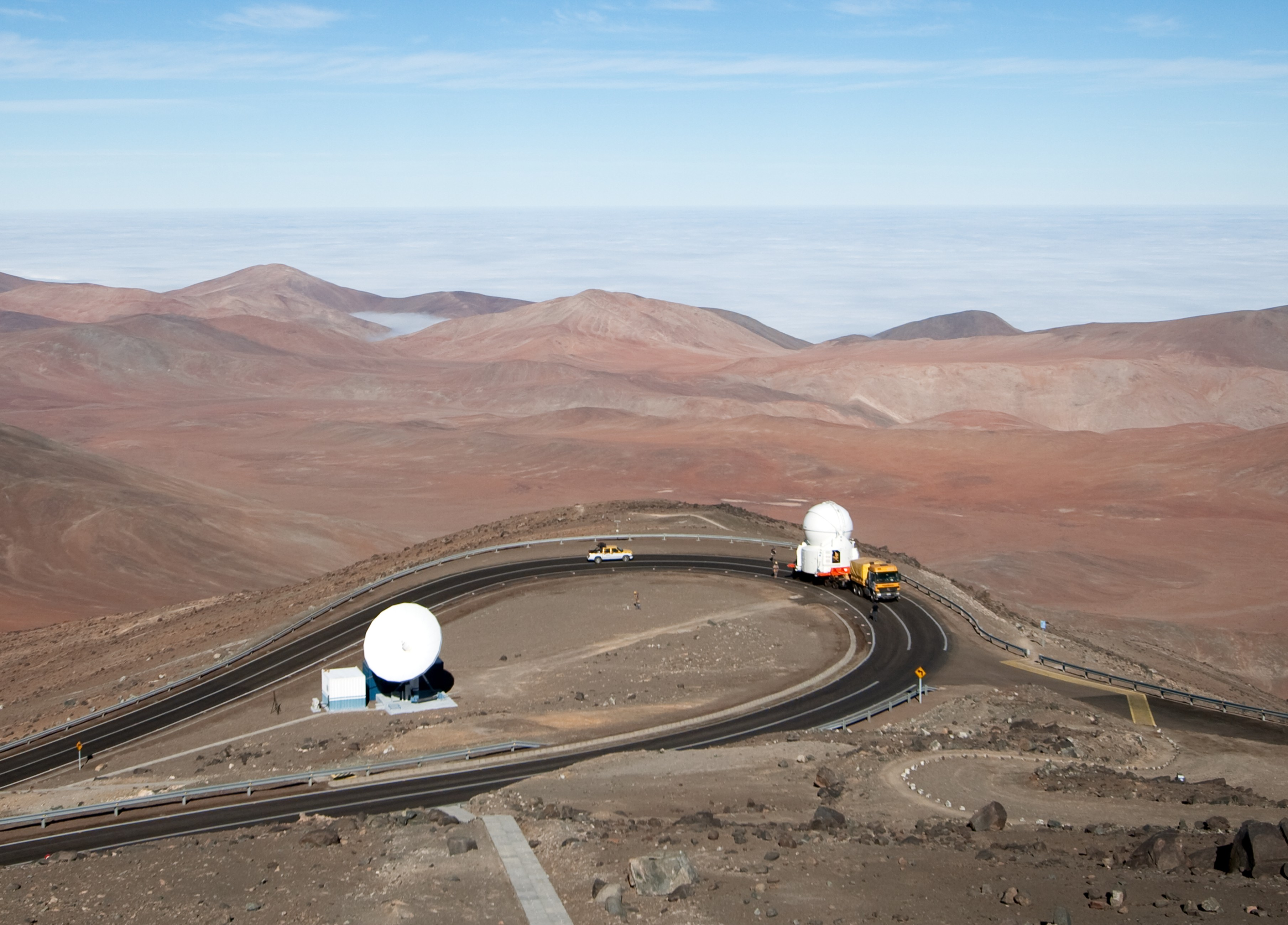
Transporte de uno de los AT.

Comparación de los mayores telescopios del mundo.

El Very Large Telescope Project (VLT, literalmente Telescopio Muy Grande) es un sistema de cuatro telescopios ópticos separados, rodeados por varios instrumentos menores. Cada uno de los cuatro instrumentos principales es un telescopio reflector con un espejo de 8.2 metros. El proyecto VLT forma parte del Observatorio Europeo del Sur (ESO), la mayor organización astronómica de Europa.
El VLT se encuentra en el Observatorio Paranal sobre el cerro Paranal en la ciudad de Taltal, una montaña de 2.635 metros localizada en el desierto de Atacama, al norte de Chile. Al igual que la mayor parte de los observatorios mundiales, el lugar ha sido elegido por su ubicación ya que dista mucho de zonas de contaminación lumínica y posee un clima desértico, en el que abundan las noches despejadas.
El VLT opera en longitudes de onda visible e infrarrojos. Cada telescopio individual puede detectar objetos aproximadamente cuatro mil millones de veces más débiles que los que se pueden detectar a simple vista, y cuando se combinan todos los telescopios, la instalación puede lograr una resolución angular de aproximadamente 0,002 segundos de arco. En el modo de funcionamiento de un solo telescopio, la resolución angular es de aproximadamente 0,05 segundos de arco.
El VLT es la instalación terrestre más productiva para la astronomía, y solo el Telescopio espacial Hubble genera más artículos científicos entre las instalaciones que operan en longitudes de onda visibles. Entre las observaciones pioneras realizadas con el VLT se encuentran la primera imagen directa de un exoplaneta, el seguimiento de estrellas individuales que se mueven alrededor del agujero negro supermasivo en el centro de la Vía Láctea, y observaciones del resplandor de la explosión de rayos gamma más lejana conocida.

## Información general
El VLT consiste en un grupo de cuatro telescopios grandes y de un interferómetro (VLTI) que se usa para observaciones con resolución más alta. Los telescopios han sido nombrados según algunos objetos astronómicos en mapudungun: Antu (el Sol), Kueyen (la Luna), Melipal (la Cruz del Sur) y Yepun (Venus).
El VLT puede operar de tres modos:
- como cuatro telescopios independientes
- como un único instrumento incoherente, que recoge cuatro veces la luz de uno de los telescopios individuales
- como un único instrumento coherente en modo interferométrico, para una resolución muy alta.

En el modo de cuatro telescopios, cada uno de los telescopios se encuentran entre los más grandes del mundo y opera exitosamente. El gran espejo de 8,2 metros es mantenido en posición por un sistema de óptica activa, mientras que un sistema de óptica adaptativa llamado NAOS, elimina la escasa aberración introducida por la atmósfera sobre el cerro Paranal.
En el modo interferométrico (VLTI), los cuatro telescopios poseen la misma capacidad de recolección de luz de un único telescopio de 16 metros de diámetro, convirtiéndose en el instrumento óptico más grande del mundo. La resolución, en este modo de observación, es similar a la de uno que posea un diámetro semejante a la distancia entre los telescopios (alrededor de 100 metros). El VLTI (acrónimo en ingles - Very Large Telescope Interferometer) tiene como objetivo una resolución óptica de 0,001 segundos de arco a una longitud de onda de 1 µm, cerca del infrarrojo. Es un ángulo de 0.000000005 radianes, equivalente a resolver un objeto de 2 metros a la distancia que separa la Tierra de la Luna.
Teóricamente el VLTI debería resolver fácilmente los módulos lunares (5 metros de ancho) dejados sobre la superficie lunar por las misiones Apolo. Sin embargo, existen algunas dificultades. Debido a la gran cantidad de espejos involucrados en el modo interferométrico, una importante fracción de la luz se pierde antes de llegar al detector. La técnica de interferometría es muy eficiente sólo para observar objetos lo suficientemente pequeños como para que toda su luz esté concentrada. 
No es factible observar un objeto con un brillo superficial relativamente bajo, como la Luna, porque su luz es muy tenue. Solo objetos con temperaturas superiores a 1000 °C tienen un brillo superficial lo suficientemente elevado como para ser observados en la región del infrarrojo medio, y deben estar a varios miles de grados Celsius para poder observarlos en el infrarrojo cercano con el VLTI. Esto incluye a la mayoría de las estrellas en la vecindad del Sol y muchos objetos extragalácticos, como núcleos brillantes de galaxias activas, pero deja fuera de las observaciones interferométricas a la mayoría de los objetos del sistema solar.

## Instrumentos
Los instrumentos del VLT:
| Telescopio    | Cassegrain-Focus | Nasmyth-Focus A | Nasmyth-Focus B |
| ------------- | ---------------- | --------------- | --------------- |
| Antu (UT1)    | FORS 2           | NACO            | KMOS            |
| Kueyen (UT2)  | X-Shooter        | FLAMES          | UVES            |
| Melipal (UT3) | VISIR            | SPHERE          | VIMOS           |
| Yepun (UT4)   | SINFONI          | HAWK-I          | MUSE            |

- FORS 1: (FOcal Reducer and low dispersion Spectrograph) (Reductor Focal y Espectrógrafo de baja dispersión)  es una cámara de luz visible y de múltiples objetos con un espectrógrafo de 6,8 arcominutos de campo visual.
- FORS 2: Como FORS 1, pero con más espectroscopias de multi-objetos.
- ISAAC: (Infrared Spectrometer And Array Camera) (Espectrómetro infrarrojo y el conjunto de cámaras) es un productor de imágenes y espectrógrafo de infrarrojo cercano.
- UVES: (Ultraviolet and Visual Echelle Spectrograph) (Espectrógrafo Echelle Ultravioleta y Visual) es una espectrógrafo ultravioleta y de luz visible.
- FLAMES: (Fibre Large Area Multi-Element Spectrograph) (Espectrógrafo de Multi-Elementos de Fibra de Grandes Superficies)  es una unidad de conexión de fibra de multi-objetos para UVES y la GIRAFFE, este último permitiendo al mismo tiempo la capacidad de estudiar cientos de estrellas individuales en galaxias cercanas a la resolución espectral moderada en el visible.
- NACO: (NAOS-CONICA, NAOS significa sistema de óptica adaptativa Nasmyth y CONICA significa Cámara de Infrarrojo Cercano Coude) es una instalación de óptica adaptativa, que produce imágenes infrarrojas tan nítidas como las tomadas en el espacio e incluye, capacidades espectroscópicas, coronagráficas  y polarimétricas.
- VISIR: (VLT spectrometer and imager for the mid-infrared) (Espectrómetro de imágenes del VLT para el infrarrojo medio) proporciona imágenes de difracción limitada y espectroscopia en un rango de resoluciones de entre 10 y 20 micras del infrarrojo medio (MIR) de ventanas atmosféricas.
- SINFONI: (Spectrograph for INtegral Field Observations in the Near Infrared) (Espectrógrafo para las observaciones de campo integral en el Infrarrojo Cercano) es un espectrógrafo de campo integral de resolución media, en el infrarrojo cercano (1-2.5 micras) alimentado por un módulo de óptica adaptativa.
- CRIRES: (CRyogenic InfraRed Echelle Spectrograph) (Espectrógrafo Echelle Infrarrojo Criogénico) es una óptica adaptativa asistida y proporciona un poder de resolución de hasta 100.000 en el rango infrarrojo del espectro desde 1 a 5 micras.
- HAWK-I:  (High Acuity Wide field K-band Imager) (Imagenador de Alta Agudeza de campo amplio en la banda K) es un productor de imágenes en el infrarrojo cercano con un campo relativamente grande de vista.
- VIMOS: (VIsible Multi-Object Spectrograph) (Espectrógrafo Visible de Multi-Objeto) ofrece imágenes visibles y espectros de hasta 1000 galaxias en una hora en un campo de 14 x 14 minutos de arco de visión.
- X-Shooter: el primer instrumento de segunda generación, un espectrómetro de gran ancho de banda [UV hasta infrarrojos cercanos] diseñados para explorar las propiedades de  fuentes raras, inusuales o no identificados.
- Guest focus: disponibles para los instrumentos visitantes, tales como ULTRACAM o DAZZLE.
- MATISSE (VLTI): (Multi Aperture Mid-Infrared Spectroscopic Experiment) El (Experimento espectroscópico de infrarrojo medio de múltiples aberturas) es un espectrointerferómetro infrarrojo del interferómetro VLT, que combina potencialmente los haces de los cuatro Telescopios de Unidad (UT) y cuatro Telescopios Auxiliares (AT). El instrumento se usa para la reconstrucción de imágenes. Después de 12 años de desarrollo, vio su primera luz en el telescopio en Paranal en marzo de 2018.[6][7][8]

Varios instrumentos del VLT de segunda generación están ahora en desarrollo:
- KMOS, un espectrómetro de infrarrojo criogénico multi-objeto destinado principalmente para el estudio de galaxias distantes.
- MUSE un gran explorador espectroscópico de "3 dimensiones" que proporcionará un espectro visible completo de todos los objetos contenidos en los  "haces del lápiz" a través del Universo.
- SPHERE, un sistema de óptica adaptativa de alto contraste dedicada al descubrimiento y estudio de los exoplanetas.
- ESPRESSO es un espectrógrafo de nueva generación de alta resolución, capaz de detectar planetas similares a la Tierra.

## Resultados científicos

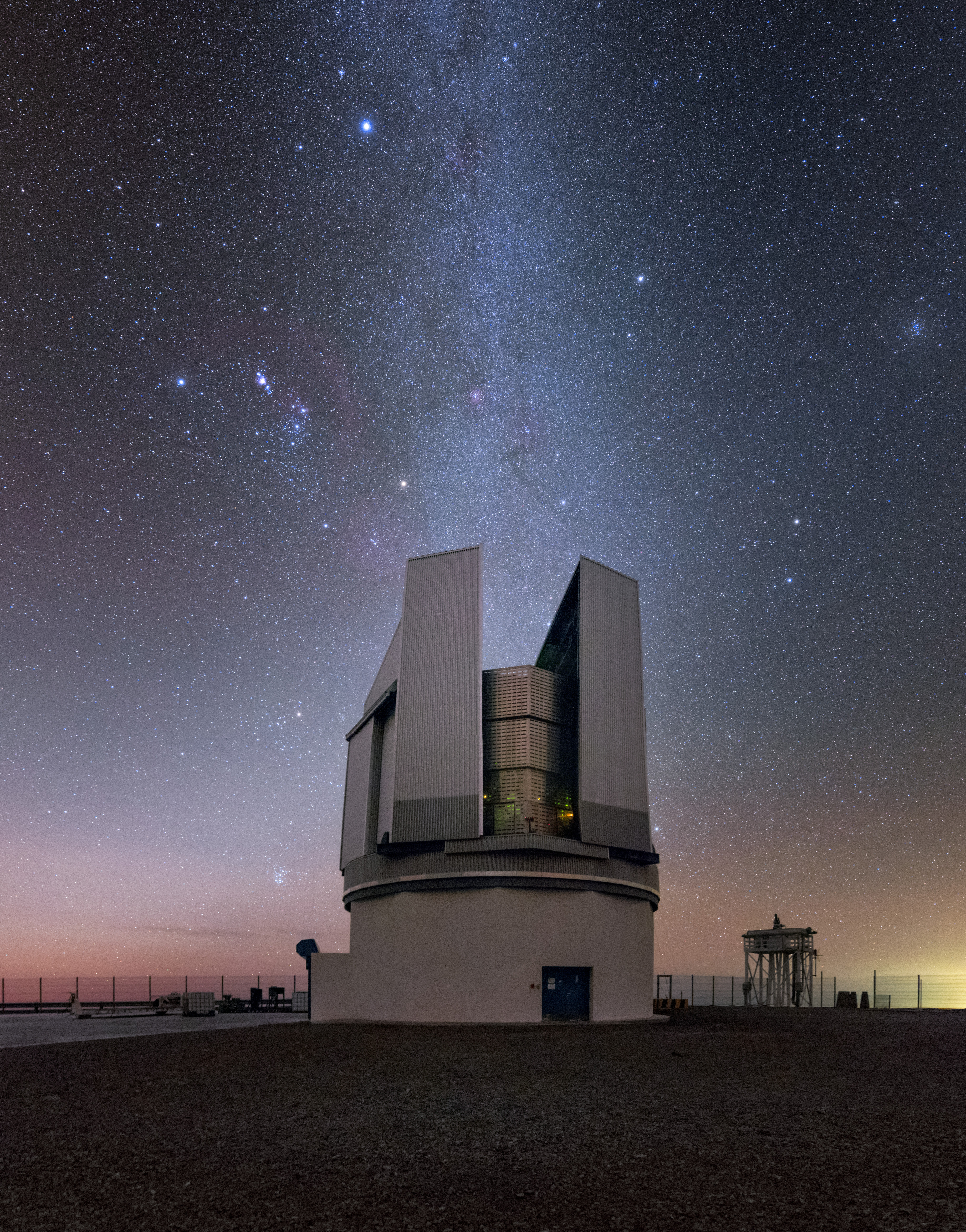
El suave resplandor de la Vía Láctea se puede ver detrás del VLT Survey Telescope (VST) en el Observatorio Paranal de ESO.

Los resultados del VLT han llevado a la publicación de un promedio de más de un artículo científico revisado por pares por día. Por ejemplo, en 2017, se publicaron más de 600 artículos científicos arbitrados basados en datos del VLT. Los descubrimientos científicos del telescopio incluyen imágenes directas de Beta Pictoris b, el primer planeta extrasolar así fotografiado, rastreando estrellas individuales que se mueven alrededor del agujero negro supermasivo en el centro de la Vía Láctea, y observando el resplandor del estallido de rayos gamma más lejano conocido].
En 2018, el VLT ayudó a realizar la primera prueba exitosa de la relatividad general de Einstein sobre el movimiento de una estrella que pasa a través del campo gravitatorio extremo cerca del agujero negro supermasivo, ese es el desplazamiento al rojo gravitacional. De hecho, la observación se ha realizado durante más de 26 años con los instrumentos de óptica adaptativa SINFONI y NACO en el VLT, mientras que el nuevo enfoque de 2018 también utilizó el instrumento combinador de haces GRAVITY. El equipo del Centro Galáctico del Instituto Max Planck de Física Extraterrestre (MPE) usó la observación para revelar los efectos por primera vez.
Otros descubrimientos con la firma de VLT incluyen la detección de moléculas de monóxido de carbono en una galaxia ubicada a casi once mil millones de años luz de distancia por primera vez, una hazaña que había sido difícil de alcanzar durante 25 años. Esto ha permitido a los astrónomos obtener la medida más precisa de la temperatura cósmica en una época tan remota. Otro estudio importante fue el de las violentas llamaradas del agujero negro supermasivo en el centro de la Vía Láctea. El VLT y APEX se unieron para revelar material que se estira mientras orbita en la intensa gravedad cerca del agujero negro central.
Utilizando el VLT, los astrónomos también han estimado la edad de estrellas extremadamente antiguas en el cúmulo NGC 6397. Según los modelos de evolución estelar, se descubrió que dos estrellas tienen 13,4 ± 0,800 millones de años, es decir, son de la primera era de formación estelar en el universo. También han analizado la atmósfera alrededor de un exoplaneta súper-Tierra por primera vez utilizando el VLT. El planeta, que se conoce como GJ 1214b, se estudió cuando pasó frente a su estrella madre y parte de la luz de la estrella atravesó la atmósfera del planeta.
En total, de los 10 principales descubrimientos realizados en los observatorios de ESO, siete hicieron uso del VLT.
